# Oberweier (Friesenheim)

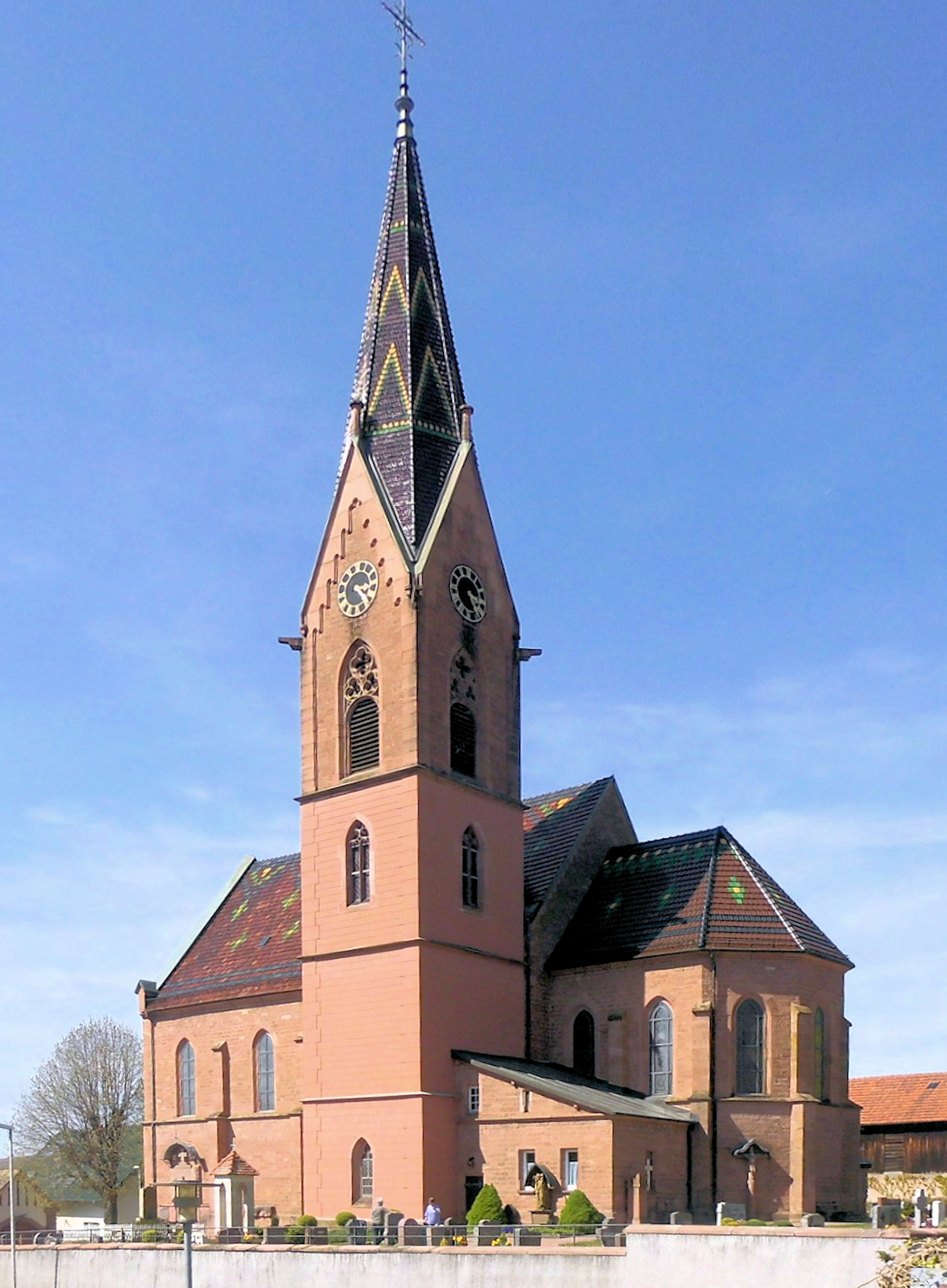
Kirche St. Michael

Oberweier ist ein Ortsteil der Gemeinde Friesenheim im Ortenaukreis in Baden-Württemberg.
Oberweier hat 2357 Einwohner und liegt in der Oberrheinischen Tiefebene, das Dorf befindet sich etwa 10 Kilometer südlich von Offenburg und erstreckt sich inmitten von landwirtschaftlichen Flächen und ist von Waldgebieten umgeben. Der Fluss Kinzig fließt in unmittelbarer Nähe des Dorfes.

## Geschichte
Oberweier ist eine Siedlung des fränkischen Reichs, die im Bereich von Friesenheim und Schuttern entstanden ist. Die Anwesenheit von Grundbesitz der Klöster Schuttern, Gengenbach und Ottmarsheim im Elsass sowie die Entwicklung eines Ortsadels deuten auf altes Königsgut hin, das später als Reichslehen von Bamberg an die Geroldsecker übertragen wurde. Seit 1629 kam Oberweier endgültig unter die Landes- und Dorfherrschaft von Baden. Der Ort gehörte somit auch zur Herrschaft Mahlberg und seit 1806 zum neuen badischen Amt Lahr. Heute ist Oberweier ein Pendlerwohnort.
Die Katholische Pfarrkirche St. Michael wurde von 1876 bis 1880 auf den Fundamenten einer älteren Kirche erbaut. Der spätgotische Chorturm aus dem Jahr 1514 wurde beibehalten. Eine Tafelmalerei mit einer Kreuzigungsgruppe, flankierenden Heiligen und Stifterfiguren (um 1440/50) befindet sich heute im Augustinermuseum in Freiburg. An der Stelle des heutigen Pfarrhauses stand ein Schlösschen, das entweder der Familie von Hinderer oder von Seldeneck gehörte. Es basierte auf einem mittelalterlichen Stadthaus und war seit dem 18. Jahrhundert unbewohnbar.
Das Schloss in Oberweier, das einst von den Geroldseckern verwaltet wurde, ging später in den Besitz der Markgrafen von Baden über. Es wurde jedoch an andere Adelsgeschlechter verliehen, bevor es 1839 von der Pfarrpfründe Oberweier erworben und abgerissen wurde.
Ein weiteres Steinhaus im Dorf Oberweier wurde seit 1474 von der Familie von Mollenkopf bewohnt. Im Jahr 1515 ging dieses Haus an das Kloster Schuttern über.
Die im Jahr 1981 erbaute Sternenberghalle erinnert an das ehemalige Gut und Schloss Sternenberg, dessen Bewohner im 14. Jahrhundert als Lehensnehmer der Geroldsecker bekannt waren. Im Jahr 1658 wurde das Gebäude, das von einer Mauer und einem Wassergraben umgeben war, vermutlich neu errichtet. 1791 wurden die Gebäude und Liegenschaften versteigert.
Seit dem 1. Januar 1972 ist Oberweier ein Ortsteil der Gesamtgemeinde Friesenheim und der höchstgelegene Ortsteil in der Gemeinde.